# ハントレス
ハントレス(英: Huntress)は、DCコミックスの出版するアメリカン・コミックスに登場する架空のスーパーヒロイン。

## ヘレナ・ウェイン
本名：ヘレナ・ウェイン (Helena Wayne)
ヘレナ・ウェインは並行世界「アース-2」のバットマンとキャットウーマンこと、ブルース・ウェインとセリーナ・ウェインの娘として生まれる。思春期を恵まれた環境で過ごし、両親からトレーニングを受けアスリートとなり、後にリチャード・グレイソンと共に法律事務所へ参加する。
シルキー・セルナックというキャットウーマンの元部下の脅迫が原因で母親のセリーナが死亡し、ヘレナはクロスボウを武器にセルナックに復讐を果たす。この一連の出来事をきっかけにハントレスと名乗り犯罪と戦うことを決意する。

## ヘレナ・ベルティネリ
本名：ヘレナ・ローザ・ベルティネリ (Helena Rosa Bertinelli)
ヘレナ・ベルティネリはゴッサム・シティの有力なマフィアのもとに生まれた。8歳の時に敵対するマフィアに両親が殺され、復讐のヴィジランテとなる。

## その他のメディア

### 映画
ハーレイ・クインの華麗なる覚醒 BIRDS OF PREY (2020年)
演 - メアリー・エリザベス・ウィンステッド

### ドラマ
ゴッサム・シティ・エンジェル（2002年-2003年）
演 - アシュレイ・スコット
ARROW/アロー (2012年-現在)
演 - ジェシカ・デ・ゴウ

### アニメ
ジャスティス・リーグ・アンリミテッド (2004年)
声 - エイミー・アッカー
バットマン:ブレイブ&ボールド (2008年-2011年)
声 - タラ・ストロング

### ゲーム
レゴ バットマン THE VIDEO GAME (2008年)
レゴ バットマン2 DCスーパーヒーロー (2012年)
声 - カリ・ウォールグレン